# June Keithley-Castro
June Keithley-Castro (Manilla, 10 maart 1947 – Quezon City, 24 november 2013) was een Filipijns presentatrice en actrice. Keithley verwierf landelijke bekendheid, toen zij het land in 1986 tijdens de EDSA-revolutie via Radyo Bandido live verslag deed van de ontwikkelingen.

## Biografie
June Keithley was een dochter van een Filipijnse moeder en een Amerikaanse vader. Ze groeide op in Pasay waar ze naar de Amerikaanse school ging. Ze speelde in het theater voordat ze door televisie bekend werd bij het grotere publiek. Op tv presenteerde ze kinderprogramma's als "Lollipop Party" en "The Children's Hour", maar ook een society talkshow "June and Johnny".
Rond de tijd dat president Ferdinand Marcos onverwacht presidentiële verkiezingen aankondigde meldde Keithley zich bij frater James Reuter voor een baan bij Radio Veritas, de rooms-katholieke radiozender. Daar werkte ze slechts twee weken tot ze vanwege haar presenteerstijl weer werd ontslagen. Vervolgens probeerde ze het bij dzRH, waar ze echter niet werd aangenomen. Op het hoogtepunt van de EDSA-revolutie was haar stem echter ineens weer te horen op dzRJ (Radyo Bandido). Veertien uur lang hield ze luisteraars in het hele land met haar kenmerkende schelle stem op de hoogte van de ontwikkelingen. Voor haar rol tijdens de EDSA-revolutie kreeg Keithley van president Corazon Aquino een Legioen van eer, de hoogste Filipijnse onderscheiding voor een burger. Ook kreeg ze in 2013 van Corazons zoon Benigno Aquino III de "Spirit of EDSA Award" uitgereikt.
Na de EDSA-revolutie speelde Keithley nog in enkele films. Ze had een rol in 'Durog' (1971) van regisseur Armando Herrera en speelde in 1976 in de film "Lunes, Martes … " van Lino Brocka. In 2011 was ze als zichzelf te zien in de tv-documentaire 'EDSA 25: Sulyap ng kasaysayan', een documentaire ter gelegenheid van de 25e herdenking van de EDSA-revolutie.
June Keithley overleed in 2013 op 66-jarige leeftijd in St. Luke's Medical Center aan de gevolgen van borstkanker. Ze was tot diens dood in 2012 getrouwd met televisiepresentator en acteur Angelo Castro jr.. Samen kregen ze een zoon, acteur Diego Castro en een dochter Gabriela. Keithley werd begraven op Loyola Memorial Park in Marikina.